# بخش قارون
بخش قارون، یکی از بخش‌های شهرستان دزپارت در استان خوزستان ایران است. مرکز این بخش، روستای ملاح است.

## تقسیمات کشوری
- بخش قارون
  - دهستان دنباله‌رود جنوبی
  - دهستان شیوند

## جمعیت
بر پایه سرشماری عمومی نفوس و مسکن در سال ۱۳۹۵، جمعیت بخش قارون برابر با ۶٬۳۱۱ نفر بوده است.